# Штайнінген
Штайнінген (нім. Steiningen) — громада в Німеччині, розташована в землі Рейнланд-Пфальц. Входить до складу району Вульканайфель. Складова частина об'єднання громад Даун.
Площа — 7,60 км2. Населення становить 198 ос. (станом на 31 грудня 2020).